# Terry W. Virts
Terry W. Virts, Jr. (nacido el 1 de diciembre de 1967) es un astronauta de la NASA y Coronel de la Fuerza Aérea de los Estados Unidos, actualmente retirado.

## Antecedentes y educación
Virts nació en Baltimore, Maryland, aunque considera a Columbia, Maryland, como si fuese su ciudad natal. Se graduó de la escuela secundaria Oakland Mills High School en Columbia, Maryland en 1985. Obtuvo una licenciatura en Ciencias en Matemáticas (con especialización en francés) de la Academia de la Fuerza Aérea de los Estados Unidos en 1989, luego una maestría en Ciencias en Aeronáutica de la Universidad Aeronáutica Embry-Riddle en 1997. Mientras estaba en la Academia de la Fuerza Aérea, Virts asistió a la École de l'Air (Academia de la Fuerza Aérea Francesa) en 1988 en un programa de intercambio. En 2011 curso un Programa de Dirección General en la Escuela de Negocias de Hardvard.

## Carrera militar
Virts fue nombrado subteniente al graduarse de la Academia de la Fuerza Aérea de los Estados Unidos en 1989 y obtuvo su título de piloto en la Base Aérea Williams (Arizona). Completo su capacitación básica de piloto de aviones de combate en la Base  Aérea Holloman (Nuevo México) a la que siguió un entrenamiento formal en aviones caza F-16 Fighting Falcon con el 56º Grupo de Caza Táctico en la Base Aérea MacDill (Florida).
A continuación fue asignado al 31º Grupo de Caza Táctico en la Base Aérea Homestead (Florida). Tras el paso del huracán Andrew por el sur de Florida en 1992, su escuadrón fue trasladado a la Base Aérea Moody (Georgia). Posteriormente fue asignado al 36º Escuadrón de Caza en la Base Aérea Osan, en Corea del Sur, y en 1995 al 22º Escuadrón de Caza en la Base Aérea Spangdahlem en Alemania, donde realizó 45 misiones de combate.
En 1997 Virts fue seleccionado para asistir a la Escuela de Pilotos de Pruebas en la Base Aérea Edwards, (California). Tras graduarse, sirvió como piloto de pruebas experimentales en la unidad de pruebas “F-16 Combined Test Force” (CTF). A lo largo de su carrera ha registrado más de 5,300 horas de vuelo en 40 tipos de aviones diferentes.

## Carrera en la NASA
La carrera de Virts en la NASA abarcó varias funciones claves y misiones espaciales fundamentales. En el año 2000, Virts alcanzó un gran logro al ser seleccionado por la NASA como piloto del Transbordador Espacial. Su carrera quedó destacada por una serie de importantes roles en misiones y tareas de carácter técnicas.
Una de sus tareas más notables fue desempeñarse como astronauta principal del  programa de la NASA utilizando aviones de entrenamiento supersónico T-38, en la que contribuyó a la formación y preparación de sus compañeros astronautas.  Virts también desempeño un rol crucial como miembro de la tripulación de pruebas del Laboratorio de Integración de Aviónica del Transbordador (SAIL en inglés), participando en pruebas de sistemas críticos y de integración.

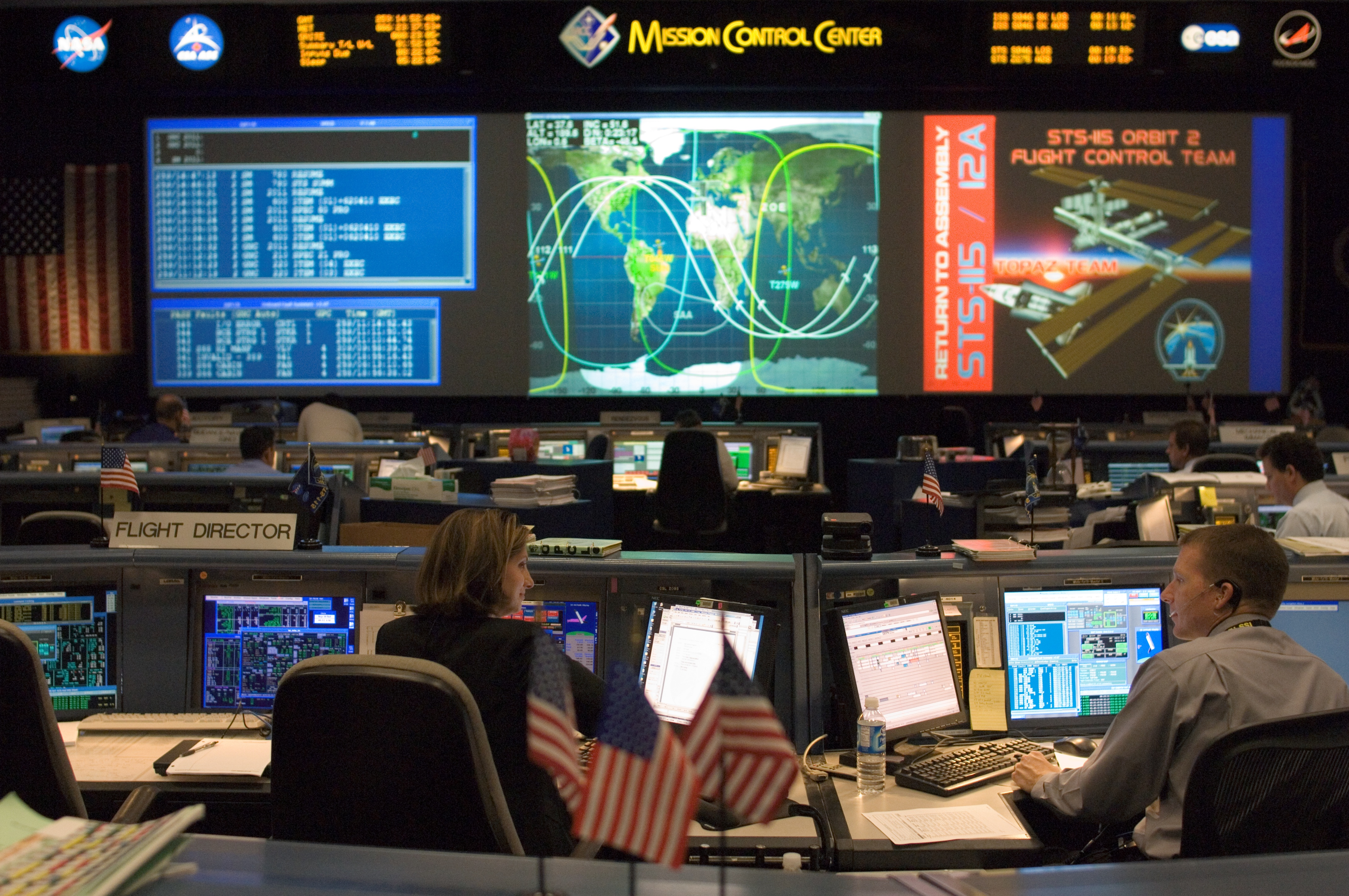
Directora de vuelo Catherine Koemer y comunicador de vuelo (CAPCOM) Terry Virts en la sala de control de vuelo del transbordador del Centro de Control de Misiones (Houston).

En 2004, Virts participó en la Expedición 9 como astronauta de apoyo a la tripulación, brindando valiosa asistencia a la misión. Además, asumió en el rol de Comunicador de Cápsula (CAPCOM en inglés), para las Expediciones 8 a 19 y las misiones STS-115 a STS-126, comunicándose desde el Centro de Control de Misión en Houston con las tripulaciones de la Estación y el Transbordador Espacial.
Las contribuciones de Virts se extendieron al programa del Sistema de Lanzamiento Espacial (SLS en inglés) donde sirvió como astronauta principal desempeñando un papel decisivo en el desarrollo y avance de este componente vital de las futuras misiones de la NASA.

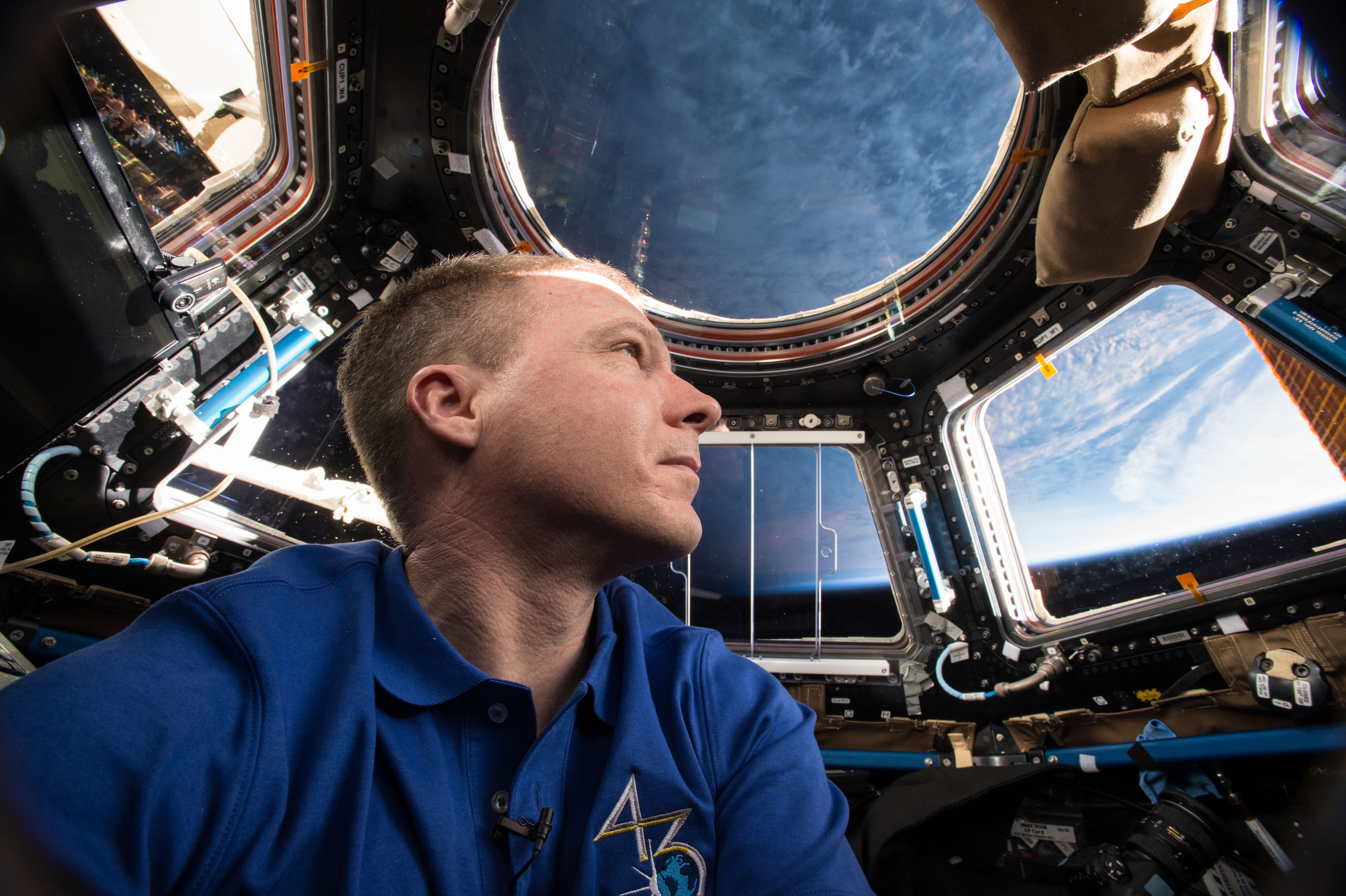
Terry Virts dentro del módulo de observación Cupola de la Estación Espacial internacional - Expedición 43.

El 8 de febrero de 2010, Virts embarcó en su primer vuelo espacial como piloto de la misión STS-130  a bordo del Transbordador Espacial Endeavour. La histórica misión constituyó el último vuelo para el ensamblaje de la Estación Espacial Internacional en la cual se entregaron los módulos Tranquility (Nodo 3) y Cupola.  La misión concluyó con un aterrizaje seguro el 22 de febrero de 2010.
Tras este logro, el 23 de noviembre de 2014, Virts embarcó en otro viaje al despegar a bordo de la Soyuz TMA-15M junto con sus acompañantes la astronauta Samantha Cristoforetti y el cosmonauta Anton Shkaplerov desde el cosmódromo de Baikonur en Kazajistán.  Su acople exitoso a la Estación Espacial Internacional, aproximadamente después de 6 horas, puso de manifiesto la adaptabilidad y la pericia de Virtis en diferentes vehículos espaciales.

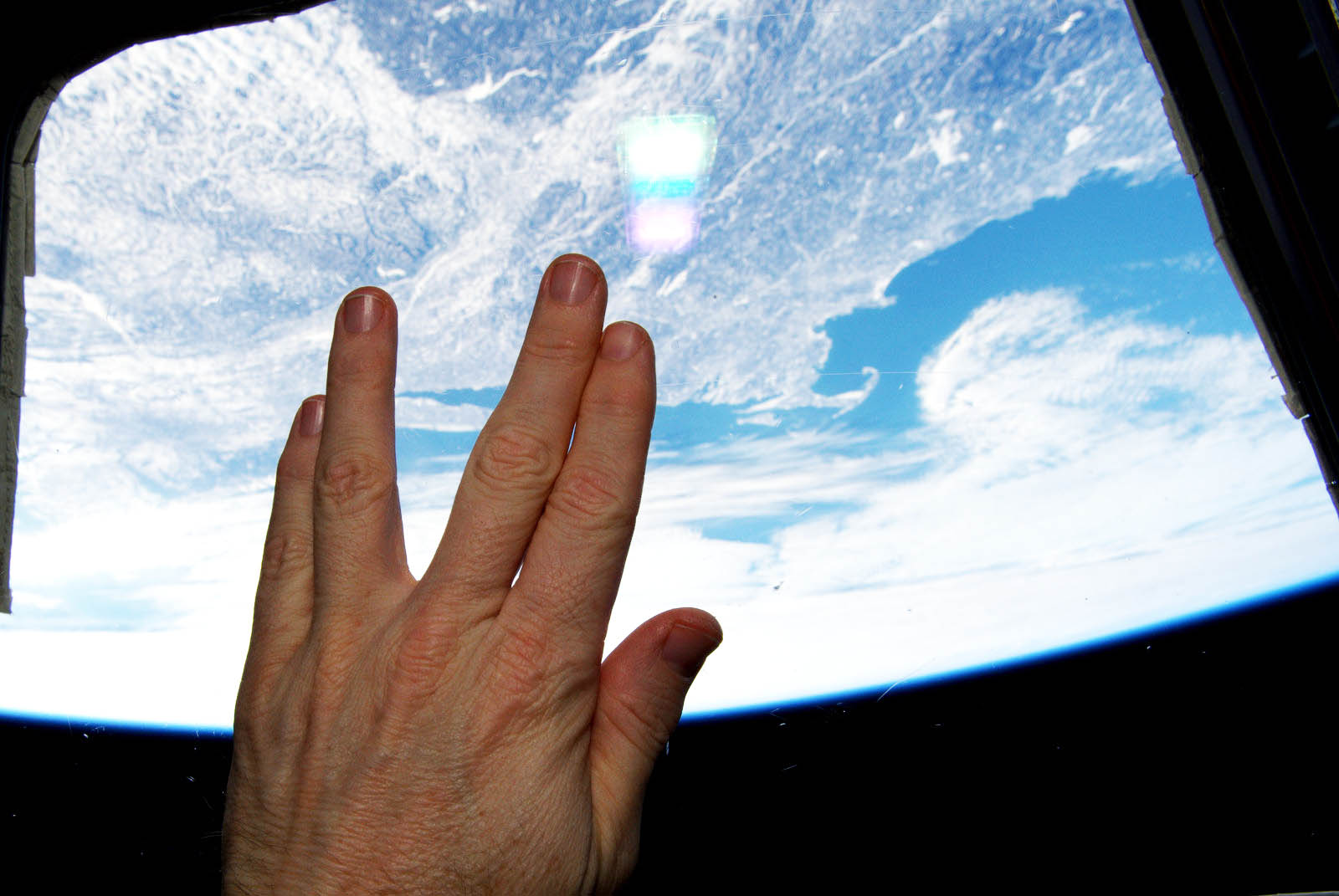
Imagen publicada en 2015 en X (twitter), por el astronauta Terry Virts desde la Estación Espacial Internacional en tributo al actor fallecido Leonard Nimoy ese mismo año.

En un momento único durante su tiempo en el espacio, el 28 de febrero de 2015, Virts rindió tributo al fallecido actor Leonard Nimoy, quien interpretó el rol de Spock en la serie de ciencia ficción Star Trek. Publicó en la red social X (twitter anteriormente) una imagen de sí mismo desde la Estación Espacial Internacional haciendo el saludo vulcano – un gesto asociado al personaje de Spock – a medida que la ISS pasaba orbitando por Boston (Massachusetts), donde había nacido el actor.
Con la inminente partida en la Soyuz TMA-14M en marzo de 2015, Virts asumió el rol de comandante de la Estación Espacial Internacional, encabezando la Expedición 43. Este puesto de liderazgo demostró su competencia y capacidad para afrontar operaciones complejas en el desafiante entorno del espacio.
La misión Soyuz TMA-15M comandada por Virts, concluyó con un aterrizaje exitoso el 11 de junio de 2015 en Kazajistán, aumentando aún más su lista de logros espaciales.
En agosto de 2016, tras una larga carrera llena de contribuciones y misiones espaciales, Terry Virts se retiró de la NASA.

## Caminatas Espaciales

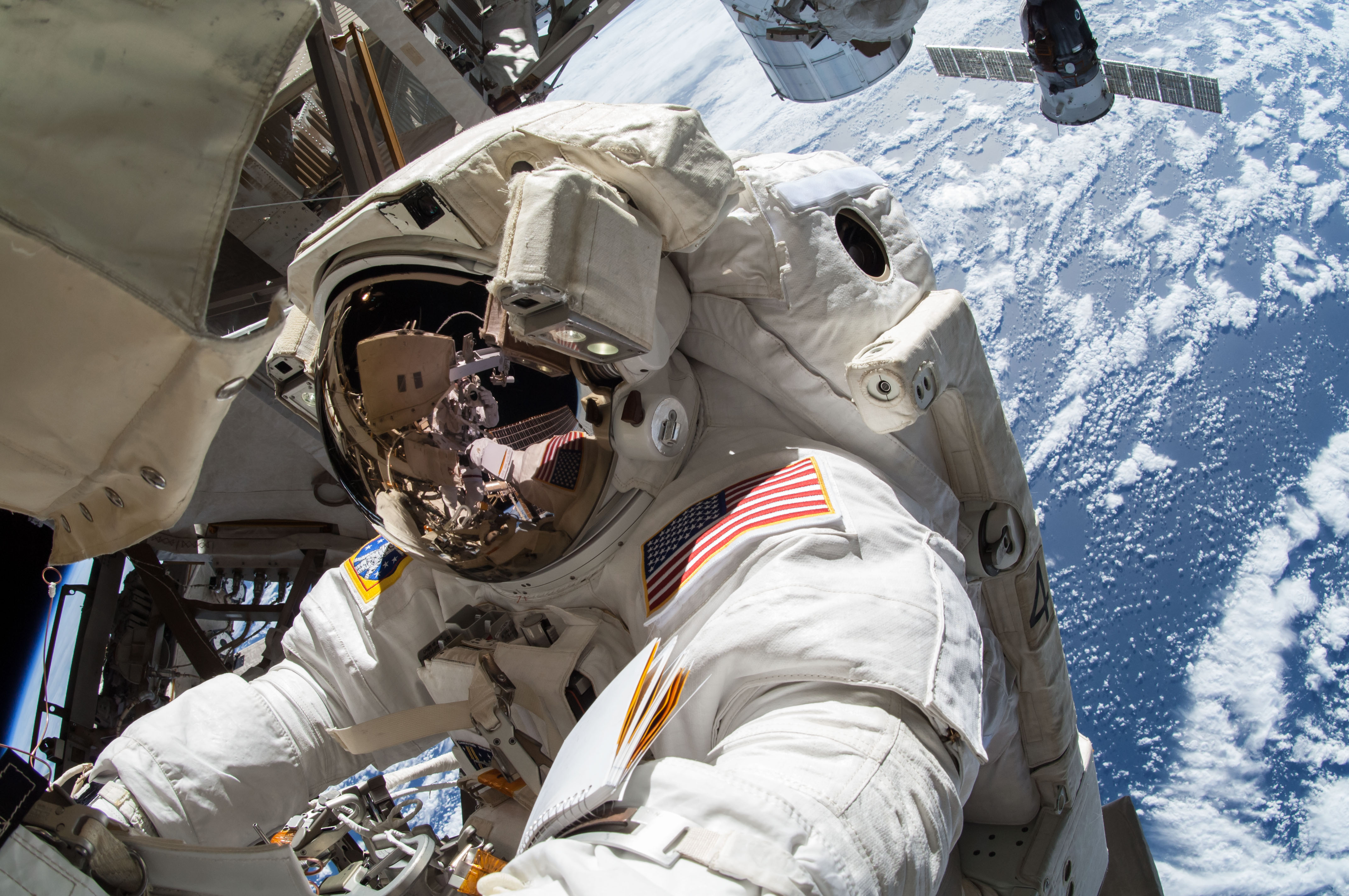
Teery Virts en su tercera caminata espacial (EVA-3) de la Expedición 42 fuera de la Estación Espacial Internacional.

Terry Virts incursiono en tres actividades extravehicular (EVA), también llamadas caminatas espaciales, durante su misión de la Expedición 42/43 en la ISS, alcanzando un total de 19 horas fuera de la estación. 
La primera fue llevada a cabo el 21 de febrero de 2015, en donde junto a su compañero astronauta Barry Wilmore, realizaron durante aprox. 6 horas y 30 minutos, trabajos de instalación de cables en los nuevos puertos de atraque para futuros vehículos espaciales que arribarían a la Estación Espacial.
Su segunda caminata espacial tuvo lugar cuatro días después, donde Virts realizó tareas de mantenimiento por varias horas en el brazo robótico de 17 metros (Canadarm2).
Finalmente su tercera y última caminata espacial de la misión fue realizada el 1 de marzo, en la cual se instaló un conjunto de dos antenas con el correspondiente cableado en los segmentos P3 y S3 de la estación; la travesía espacial duró aprox. 5 horas, 30 min.

## Carrera después de la NASA
Tras su carrera en la NASA, Terry Virts exploró otros campos como la disertación pública, las apariciones en pódcasts, incluida la creación de un pódcast “Down to Earth”, la consultoría empresarial, la literatura, también la realización cinematográfica, y la escritura de guiones. 
En 2019, fue parte de una tripulación de ocho exploradores de la aviación que lograron la circunnavegación más rápida de la Tierra en avión a través de los polos geográficos.  La misión denominada «Una órbita más» partió el 9 de julio desde el Centro Espacial Kennedy, y tras recorrer más de 40.200 kilómetros retornó al mismo lugar el 11 de julio, marcando un tiempo de 46 horas, 40 minutos, tras lo cual obtuvo el reconocimiento de Guinness World Records y la Féderation Aéronautique Internationale (FAI en francés), consolidando así el legado de Virts en la historia de la aviación.
Además, en diciembre de 2020, Virts realizó una aparición en “The Joe Rogan Experience.” donde participó de una amplia conversación, compartiendo sus ideas y experiencias con una audiencia global a través del pódcast.

## Premios y distinciones
Los premios y distinciones de Virts abarcan una carrera tanto en el ejército como en la exploración espacial. Obtuvo sus credenciales académicas con distinción en  instituciones como la Academia de la Fuerza Aérea de los Estados Unidos y la Universidad Aeronáutica Embry-Riddle. Más aún, su instrucción militar estuvo signada por la excelencia ya que se graduó como estudiante distinguido de la formación de pilotos de pregrado en la Base Aérea Williams, (Arizona) y completó con éxito la formación en Cazas F-16 en la Base Aérea MacDill, (Florida).  
A lo largo de su servicio militar, Virts recibió varias condecoraciones y medallas en reconocimiento a sus contribuciones y servicio. Entre ellas se incluyen:
1. Medalla al Servicio Meritorio: Concedida por servicios meritorios excepcionales, destaca la dedicación y el compromiso de Virts durante su carrera militar.
2. Medalla del Aire: Reconoce las valerosas acciones y excepcionales logros en combate aéreo o en operaciones de vuelo significativas.
3. Medalla de Logros Aéreos: Se concede en reconocimiento a sus excepcionales logros en misiones de vuelo aéreo, demostrando sus notables habilidades y pericia.
4. Medalla de Mención de la Fuerza Aérea: Se concede en reconocimiento a la encomiable actuación y meritorio servicio en la Fuerza Aérea de los Estados Unidos.

Por otra parte, la Agencia Espacial Europea (ESA en inglés) encargó miniaturas de Lego en honor a los tripulantes de la Expedición 42, entre ellos, Terry Virts, Samantha Cristoforetti, y Anton Shkaplerov.

## Publicaciones
En su faceta de fotógrafo y divulgador, después de haber tomado miles de fotografías desde el espacio, Virts publicó en 2017 junto al astronauta Buzz Aldrin, un libro de fotografías sobre el Transbordador Espacial, la Estación Espacial Internacional y la Tierra, llamado “Wiew From Above: An Astronaut Photographs the World”. Luego, en 2019, en conmemoración a los 50 años del alunizaje del hombre en la luna, publicó un libro de edición limitada, llamado “Apo11o: to the Moon and Back”. Al año siguiente, y con el objetivo de contar como es en realidad vivir en el espacio, publicó el libro “How to Astronaut: An Insiders Guide to leaving Planet Earth”. En 2023, con la misión de inspirar a los más jóvenes publicó el libro llamado “The Astronaut’s Guide to Leaving the Planet: Everything You Need to Know, from Training to Re-Entry”.